# Blåhammarens fjällstation

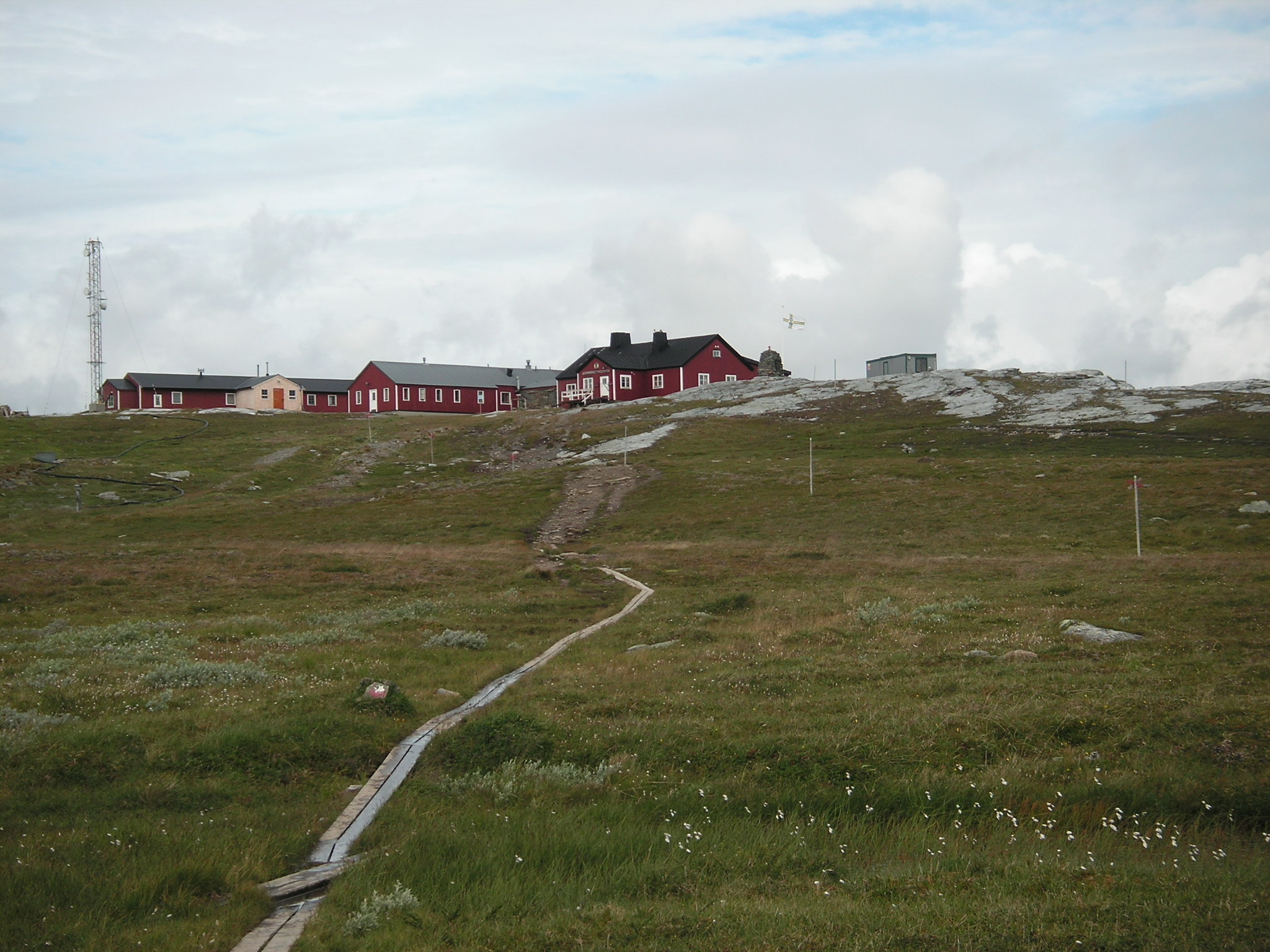
Blåhammarens fjällstation.

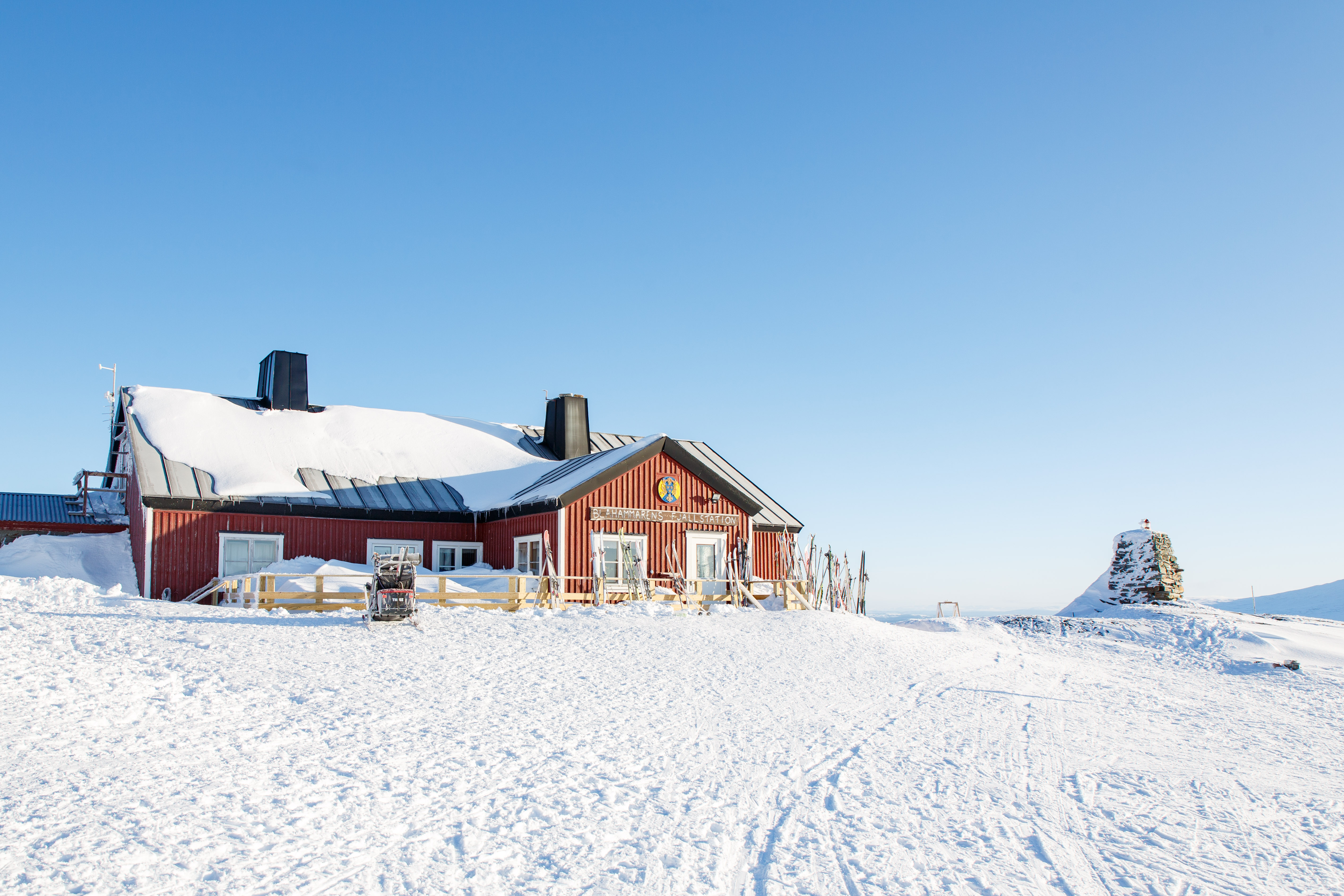
Blåhammarens fjällstation på vintern.

Blåhammarens fjällstation är Svenska Turistföreningens (STF) högst belägna fjällstation, belägen 1086 meter över havet. Fjällstationen ligger i Åre kommun i västligaste delen av Undersåkers socken, några hundra meter söder om gränsen mot Åre socken.
Stationen har sitt namn av fjället där stugan är belägen, Blåhammarfjället, vars högsta topp Blåhammarkläppen når 1 164 meter över havet.
Stationen inrättades 1912 men brann ned 1923, varefter byggnaderna återuppfördes.
Anläggningen har 30 sängplatser, men även två torkrum för kläder och en bastu för gäster. Huvudbyggnaden innehåller en reception med viss kioskverksamhet och även självhushållskök.
Blåhammaren är en av stationerna i Jämtlandstriangeln, som går mellan Storulvån, Sylarna och Blåhammaren. De tre sträckorna kan avverkas med skidor på vintern och till fots på sommaren. I Blåhammaren startar vandringsleder i många olika riktningar, bland annat till Rundhögen, Sylstationen och Storerikvollen (Norge).
Avstånd från Blåhammarens fjällstation:
- Storulvåns fjällstation 12 kilometer
- Sylarnas fjällstation 19 kilometer
- Rundhögen 9 kilometer
- Storerikvollen 16 kilometer